# チーム五社
チーム五社（チームごしゃ）は、日本の警察ドラマ・映画監修者チーム。映画監督の五社英雄が設立した企画製作会社「五社プロダクション」が設立した、元警視庁捜査一課刑事が中心に集まる警察監修チームである。
「刑事ドラマに3割のリアルを！」を信念に、警察全般についてアドバイス可能なプロフエッショナル集団である。その仕事内容は、台本監修にとどまらず、企画・脚本協力や美術指導、警察官の所作指導、エキストラの演技指導など多岐に及ぶ。

## 所属者
- 久保正行
- 倉科孝靖
- 志保澤利一郎
- 小川己奈夫
- 土井紀人
- 鈴木和弘
- 黒澤穂寿美
- 倉澤兆一
- 堤博喜
- 木下登志美（刑務所/保護司監修）

ほか、公安部出身者や検事正出身の元検察官など幅広い。

## 参加作品
- 2011年
  - 最後の晩餐 〜刑事・遠野一行と七人の容疑者〜（テレビ朝日）
  - 遺留捜査（テレビ朝日）
  - 陽はまた昇る（テレビ朝日）
  - それでも、生きてゆく（フジテレビ）
  - 使命と魂のリミット（NHK）
  - 贖罪（WOWOW）
  - パンドラ（WOWOW）
- 2012年
  - ストロベリーナイト（フジテレビ）
  - ダーティ・ママ!（日本テレビ）
  - 臨場・劇場版（東映）
  - Answer〜警視庁検証捜査官（テレビ朝日）
  - 三毛猫ホームズの推理（日本テレビ）
  - ニッポン事件簿〜犯人はなぜ逃げるのか〜 - 出演・監修（テレビ東京）
  - 知りたがり! - コメンテータ（フジテレビ）
  - 灰色の虹（テレビ朝日）
  - 東野圭吾ミステリーズ（フジテレビ）
  - 梅ちゃん先生（NHK）
  - 警視庁捜査一課長〜ヒラから成り上がった最強の刑事!（テレビ朝日）
  - ビギナーズ!（TBSテレビ）
  - 遺留捜査（テレビ朝日）
  - ドルチェ（フジテレビ）
  - 捜査地図の女（テレビ朝日）
  - ヒトリシズカ（WOWOW）
- 2013年
  - 実験刑事トトリ2（NHK）
  - 佐々木譲サスペンス「制服捜査」（TBSテレビ）
  - 警視庁捜査一課長〜ヒラから成り上がった最強の刑事!2（テレビ朝日）
  - 確証〜警視庁捜査3課（TBSテレビ）
  - 遺留捜査（テレビ朝日）
  - 人類学者・岬久美子の殺人鑑定3（テレビ朝日）
  - 最も遠い銀河（テレビ朝日）
  - おトメさん（テレビ朝日）
  - スペシャリスト（テレビ朝日）
  - ストロベリーナイト（東宝映画）
  - プラチナデータ（東宝映画）
  - 潜入探偵トカゲ（TBSテレビ）
- 2014年
  - アウトバーン マル暴の女刑事・八神瑛子（フジテレビ）
  - 遺留捜査（テレビ朝日）
  - 戦力外捜査官（日本テレビ）
  - スペシャリスト2（テレビ朝日）
  - 監察官・羽生宗一（テレビ朝日）
  - ゼロの真実〜監察医・松本真央〜（テレビ朝日）
  - 眠りの森（TBSテレビ）
  - 緊急取調室（テレビ朝日）
  - BORDER（テレビ朝日）
  - TEAM -警視庁特別犯罪捜査本部-（テレビ朝日）
  - 京都南署鑑識ファイル・氷上の連続殺人!!（テレビ朝日）
  - SAKURA〜事件を聞く女〜（TBSテレビ）
  - 松本清張二夜連続ドラマスペシャル 三億円事件（テレビ朝日）※ 開局55周年記念スペシャルドラマ
  - 刑事（テレビ東京）※ 開局50周年記念スペシャルドラマ
- 2015年
  - サイレーン 刑事×彼女×完全悪女（カンテレ）
  - 64（ロクヨン）（NHK）
  - 所轄魂（テレビ朝日）
  - 無痛〜診える眼〜（フジテレビ）
  - 遺留捜査（テレビ朝日）
  - Dr.倫太郎（日本テレビ）
  - 緊急取調室（テレビ朝日）
  - おかしな刑事13（テレビ朝日）
  - 死の臓器（WOWOW）
  - 闇の伴走者（WOWOW）
  - ラギッド!（NHK BSプレミアム）
  - ドS刑事（日本テレビ）
  - 戦力外捜査官 SPECIAL （日本テレビ）
  - 監察官・羽生宗一 ③〜毒ハブと呼ばれる男（テレビ朝日）
  - 警視庁・捜査一課長〜ヒラから成り上がった最強の刑事!
- 2016年
  - おかしな刑事14（テレビ朝日）
  - 警視庁捜査一課9係 season11（テレビ朝日）
  - コールドケース 〜真実の扉〜（WOWOW）
  - ON 異常犯罪捜査官・藤堂比奈子（カンテレ）
  - 警視庁・捜査一課長〜ヒラから成り上がった最強の刑事!（テレビ朝日）
  - コントレール〜罪と恋〜（NHK）
  - 臨場する女 捜査検事 雨音香（テレビ朝日）
  - 逃げる女（NHK）
  - 警視庁ゼロ係〜生活安全課なんでも相談室〜（テレビ東京）
  - 監察官・羽生宗一 ④〜毒ハブと呼ばれる男!!（テレビ朝日）
  - ヒガンバナ〜警視庁捜査七課〜（日本テレビ）
  - 嫌われ監察官 音無一六 ③〜警察内部調査の鬼（テレビ東京 / BSジャパン）
- 2017年
  - ヘヤチョウ（テレビ朝日）
  - BORDER 衝動〜検視官・比嘉ミカ〜（テレビ朝日）
  - ドラマスペシャル BORDER 贖罪（テレビ朝日）
  - 今野敏サスペンス 確証〜警視庁捜査三課（TBSテレビ）
  - 重要参考人探偵（テレビ朝日）
  - 監獄のお姫さま（TBSテレビ）
  - ファイナルライフ-明日、君が消えても-（Amazonプライムビデオ）
  - 僕たちがやりました（カンテレ）
  - 警視庁ゼロ係〜生活安全課なんでも相談室〜 SECOND SEASON（テレビ東京）
  - 緊急取調室 SECOND SEASON
  - 貴族探偵（フジテレビ）
  - 警視庁捜査一課9係 season12（テレビ朝日）
  - 警視庁・捜査一課長〜ヒラから成り上がった最強の刑事! season 2（テレビ朝日）
  - 女囚セブン（テレビ朝日）
  - 母になる（日本テレビ）
  - ドラマスペシャル 警部補・碓氷弘一〜殺しのエチュード〜（テレビ朝日）
  - 増山超能力師事務所（日本テレビ）
  - 深層捜査（テレビ朝日）
  - 嫌われ監察官 音無一六スペシャル（テレビ東京）
- 2018年
  - 警部補・碓氷弘一〜マインド〜（テレビ朝日）
  - おかしな刑事スペシャル（テレビ朝日）
  - dele（テレビ朝日）
  - 嫌われ監察官 音無一六スペシャル（テレビ東京）
  - 警視庁・捜査一課長〜ヒラから成り上がった最強の刑事!スペシャル（テレビ朝日）
  - 警視庁ゼロ係〜生活安全課なんでも相談室〜 THIRD SEASON（テレビ東京）
  - 極道めし（BSジャパン）
  - 映画「マンハント」（ギャガ）
  - 特捜9（テレビ朝日）
  - 警視庁・捜査一課長〜ヒラから成り上がった最強の刑事! season 3（テレビ朝日）
  - がん消滅の罠〜完全寛解の謎〜（TBSテレビ）
  - BG〜身辺警護人〜（テレビ朝日）
  - FINAL CUT（カンテレ）
  - おかしな刑事17（テレビ朝日）
  - もみ消して冬〜わが家の問題なかったことに〜（日本テレビ）
  - 闇の伴走者〜編集長の条件（WOWOW）
  - 三匹のおっさん3（テレビ東京）
- 2019年
  - 特捜9（テレビ朝日）
  - 緊急取調室 3rd SEASON（テレビ朝日）
  - ストロベリーナイト・サーガ（フジテレビ）
  - トレース〜科捜研の男〜（フジテレビ）
  - 警視庁・捜査一課長〜ヒラから成り上がった最強の刑事!スペシャル（テレビ朝日）
  - フジテレビ開局60周年特別企画「レ・ミゼラブル 終わりなき旅路」（フジテレビ）
  - 監察医 朝顔（フジテレビ）
- 2020年
  - MIU404（TBSテレビ）
  - キワドい2人-K2-池袋署刑事課 神崎・黒木（TBSテレビ）
  - 姉ちゃんの恋人（関西テレビ）
  - 天使にリクエストを～人生最後の願い～（ＮＨＫ）
  - Giri/Haji（Netflix）
  - スイッチ（テレビ朝日）
  - 誉田哲也サスペンス ドンナビアンカ～刑事 魚住久江～（テレビ東京）　
  - ハムラアキラ～世界で最も不運な探偵～(ＮＨＫ)　
  - おかしな刑事25（テレビ朝日）
- 2021年
  - 緊急取調室Season４（テレビ朝日/2014年～全シリーズ）
  - 特捜９season4（テレビ朝日/2018年～全シリーズ）　
  - 警視庁・捜査一課長season5（テレビ朝日/2012年～全シリーズ）
  - イチケイのカラス（フジテレビ）
  - 死神さん（Hulu）　
  - 天国と地獄～サイコな2人～（TBSテレビ）　　
  - SPECサーガ黎明篇「Knockin'on 冷泉's SPEC Door」（Paravi）
  - 警視庁ゼロ係〜生活安全課なんでも相談室〜SEASON5（テレビ東京/2016年～全シリーズ)
  - 嫌われ監察官 音無一六（テレビ東京/2013年～全シリーズ）

## 関連書籍
- 市川哲史・倉科孝靖『「警察ドラマ」のトリビア 〜ドラマを100倍楽しむために』2014年、竹書房〈竹書房新書〉、ISBN 978-4812496909